# وداعا لينين (فلم)
وداعا لينين (بالألمانية: Good Bye Lenin) فيلم ألماني تراجيدي كوميدي، صدر عام 2003 ، من إخراج ولفغانغ بيكر , رشح الفيلم لجائرة الغولدن غلوب لأفضل فيلم أجنبي , وأيضا ترشح الفيلم لجائزة البافتا لفئة الأفلام الغير ناطقة بالإنجليزية , كما ترشح المخرج ولفغانغ بيكر لجائزة الدب الذهبي في مهرجان برلين السينمائي.

## قصة الفيلم
تحكي قصة التحول وقت سقوط سور برلين ووحدة ألمانيا الشرقية والغربية. تدور الأحداث حول أم لطفلين تعاني من تسلط الحكومة الاشتراكية عليها بعد هروب زوجها إلى ألمانيا الغربية. فلا تجد حلا لهذا التسلط غير أن تظهر أنها من أشد المؤيديين للاشتراكية وتبعا تقوم بالدفاع عن النظام الاشتراكي وعن رموزه ولكنها تقع في حالة مرضية سيئة تؤدي لغيبوبة أثناء علمها أن ابنها تم القبض عليه في مظاهرة ضد الاشتراكية. تستمر الأم في حالة الغيبوبة شهورا طويلة ينقلب فيها الحال في ألمانيا فتتوحد ألمانيا الشرقية والغربية ويسقط سور برلين وتبدأ الرأسمالية بالتوغل داخل ألمانيا الشرقية.
تفيق الأم من مرضها ولكن تبقى صحتها ضعيفة مما يضطر الابن بالتفكير بما قد تعانيه أمه من زيادة في المرض لو علمت أن ما كانت تؤمن به قد ضاع وأن رموز الاشتراكية قد ماتت أثناء غيابها بالمرض. فيقوم بتدبير خطة مع أخته وجيرانه وكل من قد تتعرض لهم أمه بأن يقنعوها بأن الوضع كما كان عليه قبل غيابها وأن شيئا لم يتغير. تتتابع الأحداث الكوميدية في محاولات إخفاء الابن كل ما قد يضر بصحة أمه فيبدأ بتسجيل أخبار مزيفة ويذيعها لها بالفيديو على أنها بث حي وغير ذلك من الأفكار التي تعلم الأم كذبها في النهاية ولكن بعد ما تكون قد بدأت بتوقع الأحداث والأخبار.
يعتبر الفيلم رمزا من رموز السنيما الألمانية في العصر الحديث بما تحويه من تقنيات تصوير وقصة وأحداث.

## روابط خارجية
- مقالات تستعمل روابط فنية بلا صلة مع ويكي بيانات